# Ceratophysella sinensis
Ceratophysella sinensis är en urinsektsart som beskrevs av Stach 1964. Ceratophysella sinensis ingår i släktet Ceratophysella och familjen Hypogastruridae. Inga underarter finns listade i Catalogue of Life.